# Vriesea pastuchoffiana
Vriesea pastuchoffiana là một loài thuộc chi Vriesea. Đây là loài đặc hữu của Brasil.

## Giống
- Vriesea 'Papa Chevalier'